# دوزنده‌های سه‌سیخچه‌ای
دوزنده‌های سه‌سیخچه‌ای (نام علمی: Triacanthagyna) نام یک سرده از تیره دوزندگان است.